# سيكتيفكار
سيكتيفكار (بالروسية: Сыктывкар) هي إحدى مدن روسيا في الكيان الفدرالي الروسي جمهورية كومي.
تقع المدينة على ضفاف نهري سيسولا وفيتشيغدا في الشمال - الشرقي من الجزء الاوربي لروسيا وتبعد عن العاصمة موسكو حوالي 1500 كم. والمدينة محاطة بغابات كثيفة تحتل 72 % من مساحتها وتحتل الأراضي الزراعية 11 % والأنهار وخزانات وبرك المياه 5 % والباقي للمباني السكنية. والمدينة غنية بالثروات المعدنية وغير المعدنية وكذلك باحتياطي كبير من المياه الجوفية العذبة والمعدنية.
وسيكتيفكار هي عاصمة جمهورية كومي ومعنى الكلمة باللغة المحلية – مدينة على نهر سيسولا.
وتظهر الحفريات الأثرية في المنطقة ان الناس سكنوا المنطقة منذ الالف الثالث قبل الميلاد تقريبا. ويبدأ تاريخ المدينة الحديث في القرن 16 حيث ظهرت مستوطنات بشرية جاء ذكرها في سجلات عام 1586.
في عام 1733 بوشر بتشييد المباني الحجرية مثل كنيسة شفاعة العذراء وكنيسة الثالوث المقدس عام 1768 وغيرها.
وفي 25 يناير/كانون الثاني عام 1780 وبامر من الامبراطورة يكاترينا الثانية أصبحت مدينة اوست – سيسولسك مركزا للقضاء. وشيدت عام 1882 كاتدرائية القديس اسطيفان. وظهرت أول مؤسسة تعليمية في المدينة عام 1822 وكانت مدرسة دينية.
ويقيم في المدينة إضافة إلى السكان الاصليين أبناء أكثر من 70 قومية وطوائف دينية مختلفة منهم الروس والأوكرانيون والبيلاروس وغيرها من المكونات القومية العديدة للاتحاد السوفيتي السابق. يبلغ عدد سكانها 246.2 الف نسمة حسب تعداد عام 2008.
يعيش في الغابات المحيطة بالمدينة حوالي 40 نوعا من الحيوانات المختلفة اصغرها " الزبابة " لايتجاوز وزنها 2 غم" وأكبرها الايل الضخم حيث يصل وزنه إلى أكثر من 350 كغم. وبهدف المحافظة على هذه الأنواع من الحيوانات البرية تم إنشاء محمية طبيعية تبلغ مساحتها 9 الآف هكتار.
تعتبر مدينة سيكتيفكارمن المراكز الصناعية الكبيرة في شمال روسيا حيث لها دور بارز في الصناعات الثقيلة والصناعات التحويلية والصناعات التعدينية ومعالجة الخامات. وتتركز في المدينة صناعة السيليلوز والورق والكارتون واللينوليوم والصناعات الغذائية وصناعة الاخشاب والانسجة وغيرها.
وتطور الإنتاج الزراعي في المدينة بغض النظر إلى المناخ القاسي حيث تعمل 3 تعاونيات زراعية حكومية كبيرة بالإضافة إلى عدد من التعاونيات الزراعية الاهلية وتلبي هذه التعاونيات حاجة المدينة وضواحيها من الحليب والجبن واللحوم والخضروات.
تعيش المدينة حياة ثقافية متنوعة ويوجد فيها عدد من المسارح مثل المسرح الحكومي الأكاديمي ومسرح الاوبرا الحكومي وغيرها بالإضافة إلى دور العرض السينمائية والنوادي الاجتماعية والثقافية مثل نادي المحاربين القدماء وعدد من الجمعيات الاجتماعية والمهنية. وتقام في المدينة مهرجانات مثل مهرجان الابداع «ربيع الطلاب» ويوم حماة الوطن ومهرجان الابداع الوطني «الهة الوطن» ومهرجان للاغنية الشعبية وغيرها من الفعاليات والمهرجانات.
وتوجد في المدينة مجموعة من المتاحف مثل المتحف الوطني لجمهورية كومي الذي يحتوي على أكثر من 200 الف من المعروضات التي تتحدث عن الطبيعة وتاريخ وثقافة الجمهورية، كما هناك غاليري وطني للوحات الفنية يحتوي على أكثر من 5 آلاف لوحة، وهناك أيضا المتحف الجيولوجي المشهور الذي هو جزء من معهد الجيولوجيا التابع لاكاديمية العلوم الروسية.
وتعتبر المدينة من المراكز العلمية في الجزء الأوروبي الشمالي لروسيا حيث توجد فيها قرابة 30 مؤسسة علمية اختصاصية مهمتها القيام بالابحاث العلمية ضمن الخطة العامة لاكاديمية العلوم الروسية ومن هذه المؤسسات معهد الجيولوجيا ومعهد البيولوجيا ومعهد اللغات وغيرها من المعاهد، كما توجد في المدينة 4 جامعات هي جامعة سيكتيفكار الحكومية ومعهد كومي الحكومي للتربية ومعهد غابات سيكتيفكار وغيرها من المعاهد الاهلية والثانويات المهنية والمدارس.
ويتميز مركز المدينة التاريخي بمبانيه الخشبية القديمة وبعض المباني المبنية بالحجر، اما في ثمانينات القرن الماضي فكانت عملية البناء تتم حسب تصاميم موحدة للمباني. وبعد الثمانينات جرت عملية البناء بشكل حر وبفضل هذا أصبحت المدينة تضاهي مدن أوروبا العصرية. وتعتبر التماثيل والنصب الكثيرة المقامة في ساحات ومنتزهات المدينة جزءا لايتجزء من معالم المدينة المعمارية ومن أهم هذه التماثيل نصب المجد والخلود للمحاربين في سيكتيفكار.
وبالرغم من كثرة المصانع العديدة العاملة في المدينة إلا أن حماة البيئة في المدينة يعملون بنشاط من اجل بقاء البيئة نظيفة حيث يغرس كل سنة عدد كبير من الاشجار والشجيرات الدائمة الخضرة والمزهرة.